# Botrychium biternatum
Botrychium biternatum là một loài dương xỉ trong họ Ophioglossaceae. Loài này được Savigny Underw. mô tả khoa học đầu tiên năm 1896.